# Eriogonum temblorense
Eriogonum temblorense är en slideväxtart som beskrevs av Howell & Twisselm.. Eriogonum temblorense ingår i släktet Eriogonum och familjen slideväxter. Inga underarter finns listade i Catalogue of Life.